# فيرنر شارف
فيرنر شارف (بالألمانية: Werner Scharf)‏ هو ممثل ألماني، ولد في 19 سبتمبر 1905 في لايبزيغ في ألمانيا، وتوفي في 30 أبريل 1945 في راتينو في ألمانيا.

## أعمال

### أفلام
- (1943) تيتانيك

## وصلات خارجية
- فيرنر شارف على موقع IMDb (الإنجليزية)
- فيرنر شارف على موقع ألو سيني (الفرنسية)
- فيرنر شارف على موقع قاعدة بيانات الأفلام السويدية (السويدية)
- فيرنر شارف على موقع قاعدة بيانات الفيلم (الإنجليزية)
- فيرنر شارف على موقع كينوبويسك (الروسية)